# Saint-Vincent-d'Olargues
Saint-Vincent-d'Olargues é uma comuna francesa na região administrativa de Occitânia, no departamento de Hérault. Estende-se por uma área de 15,84 km². Em 2010 a comuna tinha 382 habitantes (densidade: 24,1 hab./km²).